# 红砖巷
红砖巷（羅馬化：Brika lēna）是位於倫敦東區塔村區的一条街道。它的北端位於貝思納爾綠地的斯旺菲尔德街（Swanfield Street），往南與贝斯纳尔格林路（Bethnal Green Road）相交，再往南則抵達斯皮特尔菲尔兹，红砖巷的南端是奥斯本街（Osborn Street），沿著奧斯本街再往南則可抵達白教堂高街。

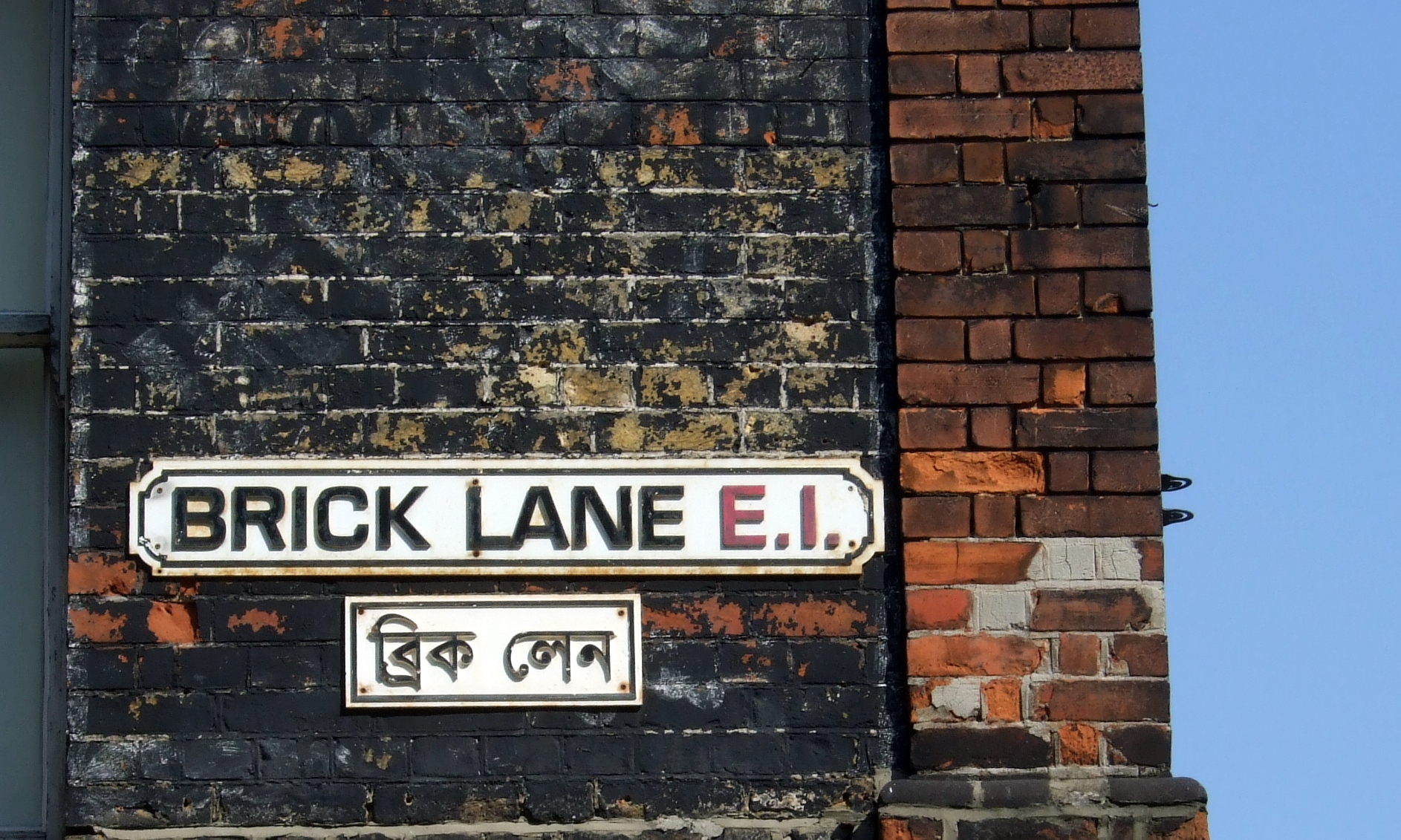
红砖巷的街道标志，上有英语和孟加拉语

红砖巷位於孟加拉裔英國人社区的中心，道路附近的地區被人称为孟加拉城（Banglatown）。

## 历史

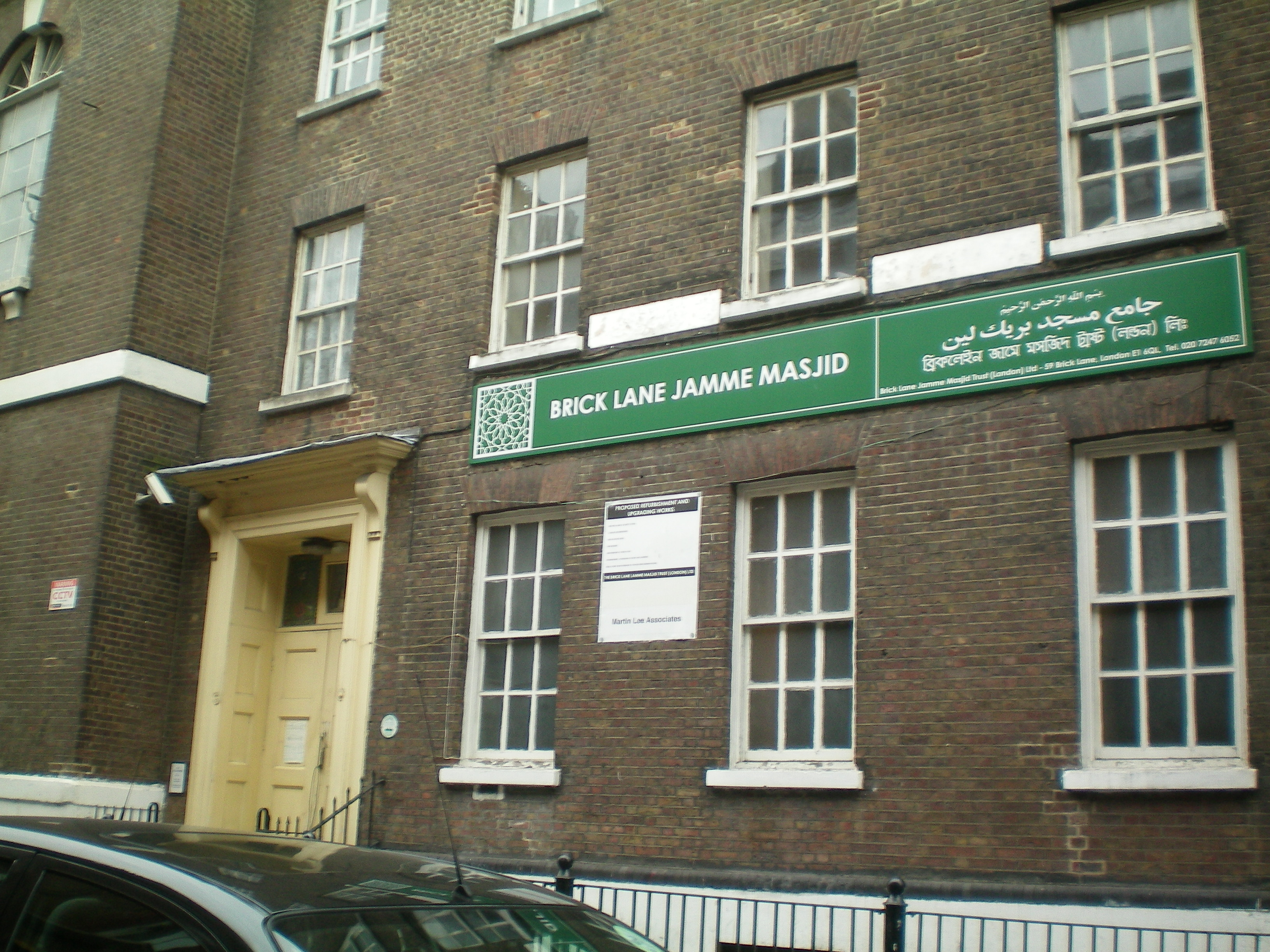
紅磚巷清真寺，曾先後為基督教徒、猶太教徒及穆斯林使用，反映了人口结构的变化

### 15世纪至18世纪
这条街曾被称为白教堂巷（Whitechapel Lane）。红砖巷的名稱来源于15世纪开始的砖瓦制造业。16世纪的伦敦木刻地图中也出现了這條街。17世纪时由于人口增长，道路从巴雷斯（Barres，现在的白教堂高街）向北延伸。

### 現代
每年有許多藝術家在红砖巷附近展示他们的作品。

#### 社會主義核心價值觀塗鴉
2023年8月6日，由在皇家艺术学院就讀的中國留學生「一鵲」策劃，幾名中國留學生用白油覆盖红砖巷長約100米的塗鴉，并喷上12個代表「社会主义核心价值观」的簡體中文紅色大字：「富強、民主、文明、和諧、自由、平等、公正、法治、愛國、敬業、誠信、友善」。相关标语引发关于它们是否算作街头艺术以及言论自由和政治宣传如何相互作用的网上争论。
随后，有人迅速添加批评中国政府的新涂鸦和海报，其他人则对这些标语掩盖较旧的作品（例如向某位已故著名街头艺术家致敬的作品）感到不安。尚不清楚画这些标语的人是认真的还是讽刺的。中国国内支持此事件的亲建制派中，有观点认为这件事是应受到保护的言论自由，也有持相同立场的亲建制派为这种“文化输出”感到自豪；反对此事件的亲建制派中则有观点质疑相关事件是“高级黑”（即明赞暗讽）的一种形式。在中国以外，这部作品遭到大量批评，有人在Instagram留言质疑阻碍言论自由不是言论自由的一部分，且对他人艺术的残酷破坏不能被认为是正当的。

## 流行文化
莫尼加·阿里于2003年发表的小说《红砖巷》（Brick Lane）就以該道路為背景，该小说于2007年改编成同名电影。